# Pahlavi (Dynastie)

Wappen der Pahlavi-Dynastie

Die Dynastie der Pahlavi (persisch دودمان پهلوی Dūdmān-e Pahlavī) war die letzte Herrscherdynastie der persischen Schahs.
Die Pahlavi kamen 1925 als Nachfolger der Kadscharen an die Macht. Diese waren nach einem Parlamentsbeschluss vom 31. Oktober 1925 abgesetzt worden. Am 12. Dezember 1925 beschloss das Parlament die Erhebung Reza Chans zum Schah. Er wurde in der Folge Reza Schah Pahlavi genannt.
Die Herrscher der Dynastie waren:
- 1925–1941 Reza Schah Pahlavi (1878–1944)
- 1941–1979 Mohammad Reza Schah Pahlavi (1919–1980)

Letzter Thronfolger war Cyrus Reza Pahlavi (* 1960).